# Port William (Dumfries and Galloway)
 (septembre 2023).
Pour les articles homonymes, voir Port William.
Port William est un village situé dans le Dumfries and Galloway, en Écosse.